# Giovanni di Friburgo
Giovanni di Friburgo, conte di Friburgo e di Neuchâtel (Neuchâtel, 26 maggio 1396 – Neuchâtel, 19 febbraio 1458), è stato un nobile svizzero.

## Biografia
Giovanni era figlio del conte Corrado IV di Friburgo e di sua moglie, Maria di Vergy. Suo padre era stato nominato erede universale della contea di Neuchâtel da sua zia Isabella, ultima rappresentante della sua casata ed alla morte del genitore nel 1424 egli gli era succeduto anche in questi titoli.
Durante la sua reggenza non si ricordano fatti particolarmente rilevanti ad eccezione della sua nomina, dopo il giuramento di fedeltà al suo popolo, di Giacomo di Vaumarcus in qualità di balivo di Erlach e Simone di Oussans come balivo di Champlitte.
Quando Giovanni morì senza eredi nel 1457, si aprì una disputa per la sua successione tra il conte Rodolfo di Hochberg, della casa di Baden, e Luigi di Chalon, principe di Orange. Il principe d'Orange riteneva che la contea gli spettasse di diritto dal momento che Giovanni aveva sposato sua sorella Maria nel 1416 e quindi egli era il suo parente più prossimo. Rodolfo di Hochberg, invece, sosteneva la sua discendenza da una parentela diretta con Giovanni di Friburgo. Quest'ultimo riuscì a prevalere e nel 1458 venne prescelto dal consiglio di stato quale nuovo conte successore.

## Matrimonio e figli
Il 13 luglio 1416 Giovanni sposò Maria, figlia di Giovanni III di Chalon-Arlay, dalla quale ebbe:
- Giovanni (13 settembre 1426 - ?), morto infante
- Caterina (1428 - ?), morta infante
- Giovanna (7 agosto 1429- ?), morta infante